# Макуя

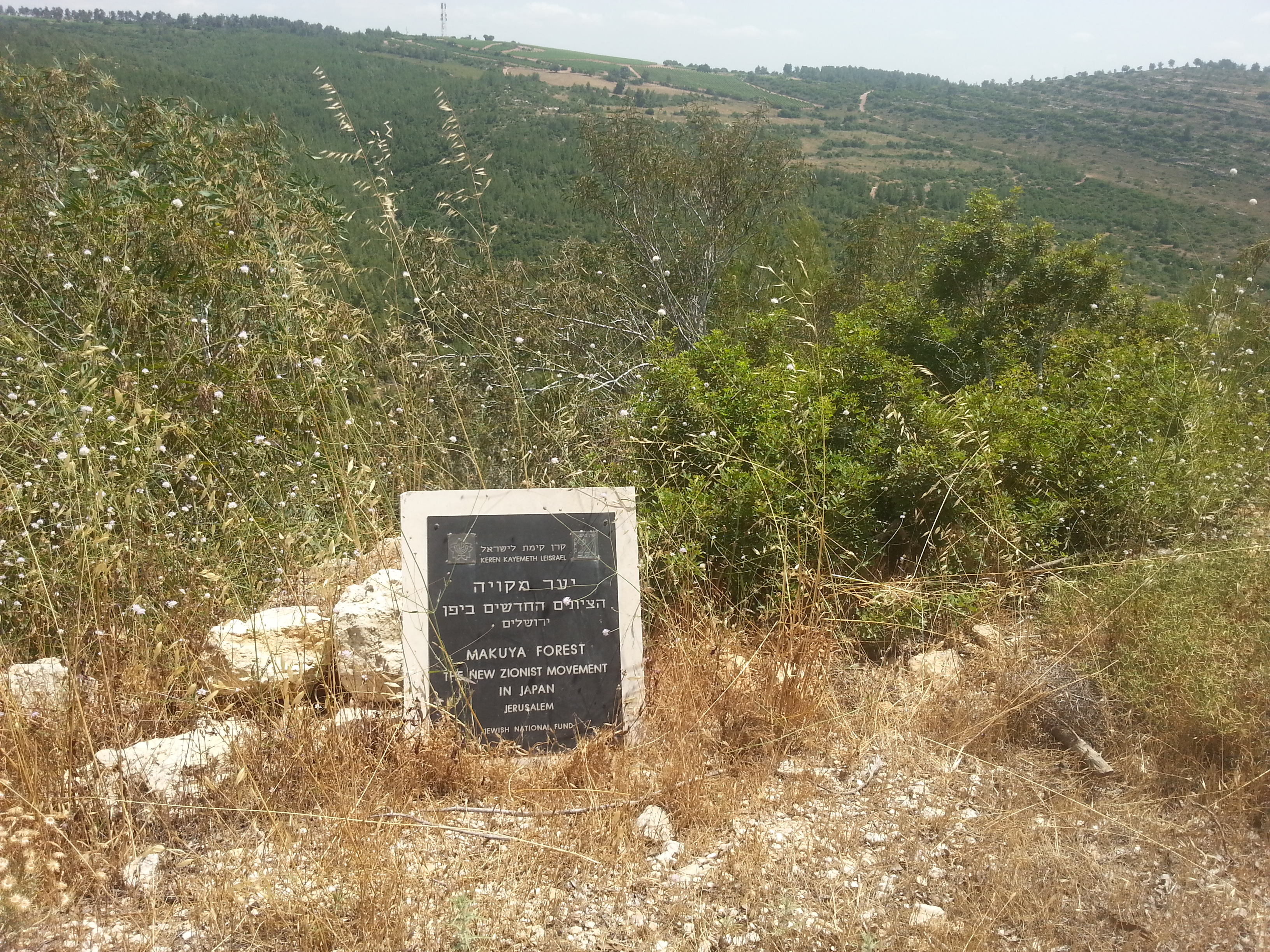
«Лес Макуя», дорога Дифенбейкер в районе Шаар ха-Гай, Израиль

Макуя (яп. キリストの幕屋 Кйрисўто но Макуя, Скиния Христа) — японское новое религиозное движение с уклоном в иудаизм. Основано в 1948 бизнесменом Икуро Тэсима, который принял новое имя Авраам, но остался христианином-протестантом, добавив к евангельским истинам элементы учения рабби А. Кука, М. Бубера и A. Хешела. Члены движения ежегодно совершают паломничество в Израиль (Иерусалим). Макуя имеет филиалы в США, Бразилии, Израиле.